# Porphyrinia bilineata
Porphyrinia bilineata là một loài bướm đêm trong họ Noctuidae.